# Chambre de commerce et d'industrie du Vietnam
La Chambre de Commerce et d'Industrie du Vietnam (en vietnamien : Liên đoàn Thương mại và Công nghiệp Việt Nam, en anglais : Vietnam Chamber of Commerce and Industry, sigle VCCI) est une organisation basée à Ha Noi au Viêt Nam.

## Présentation
La VCCI est une organisation nationale qui rassemble et représente la communauté des affaires, les employeurs et les associations professionnelles de tous les secteurs économiques du Vietnam. 
Les activités de VCCI visent à développer, protéger et soutenir les entreprises, à contribuer au développement socio-économique du Vietnam, à promouvoir les relations de coopération économique, commerciale et scientifique et technologique entre le Vietnam et d'autres pays.
VCCI est une organisation non gouvernementale (ONG) indépendante, à but non lucratif, dotée d'un statut juridique et d'une autonomie financière.

## Structure organisationnelle
Comité permanent de la VCCI:
- Président : Pham Tan Cong
- Vice-présidents : Hoang Quang Phong, Nguyen Quang Vinh, Vo Tan Thanh, Bui Trung Nghia, Pham Quang Dung
- Président du conseil d'administration de la Vietcombank
- Président du conseil d'administration de THACO Group
- Secrétaire général : Tran Thi Lan Anh
- Secrétaire général adjoint : Dau Anh Tuan